# Genopole

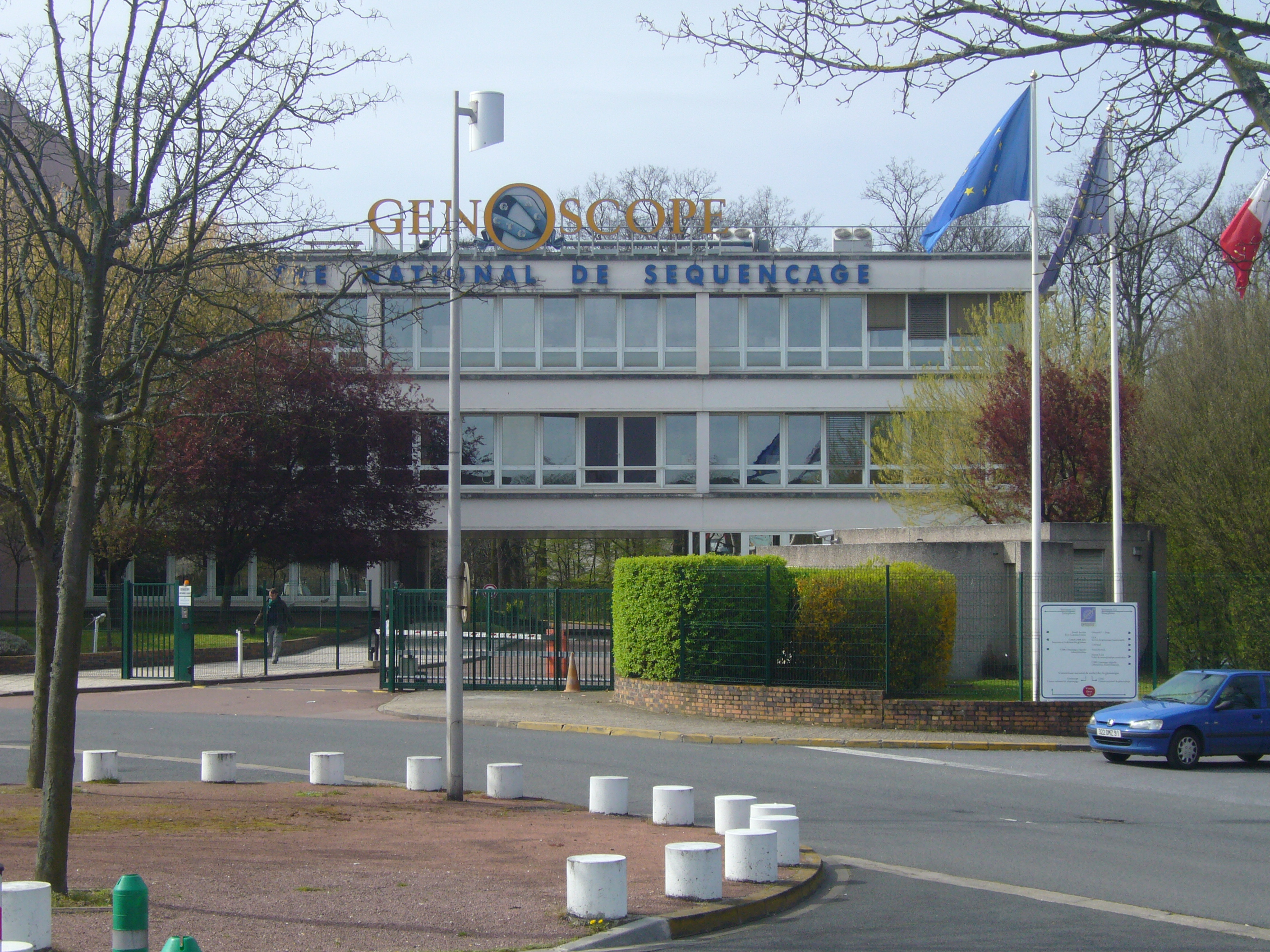
Bâtiment du Genoscope/IG/CEA, sur le bioparc Genopole

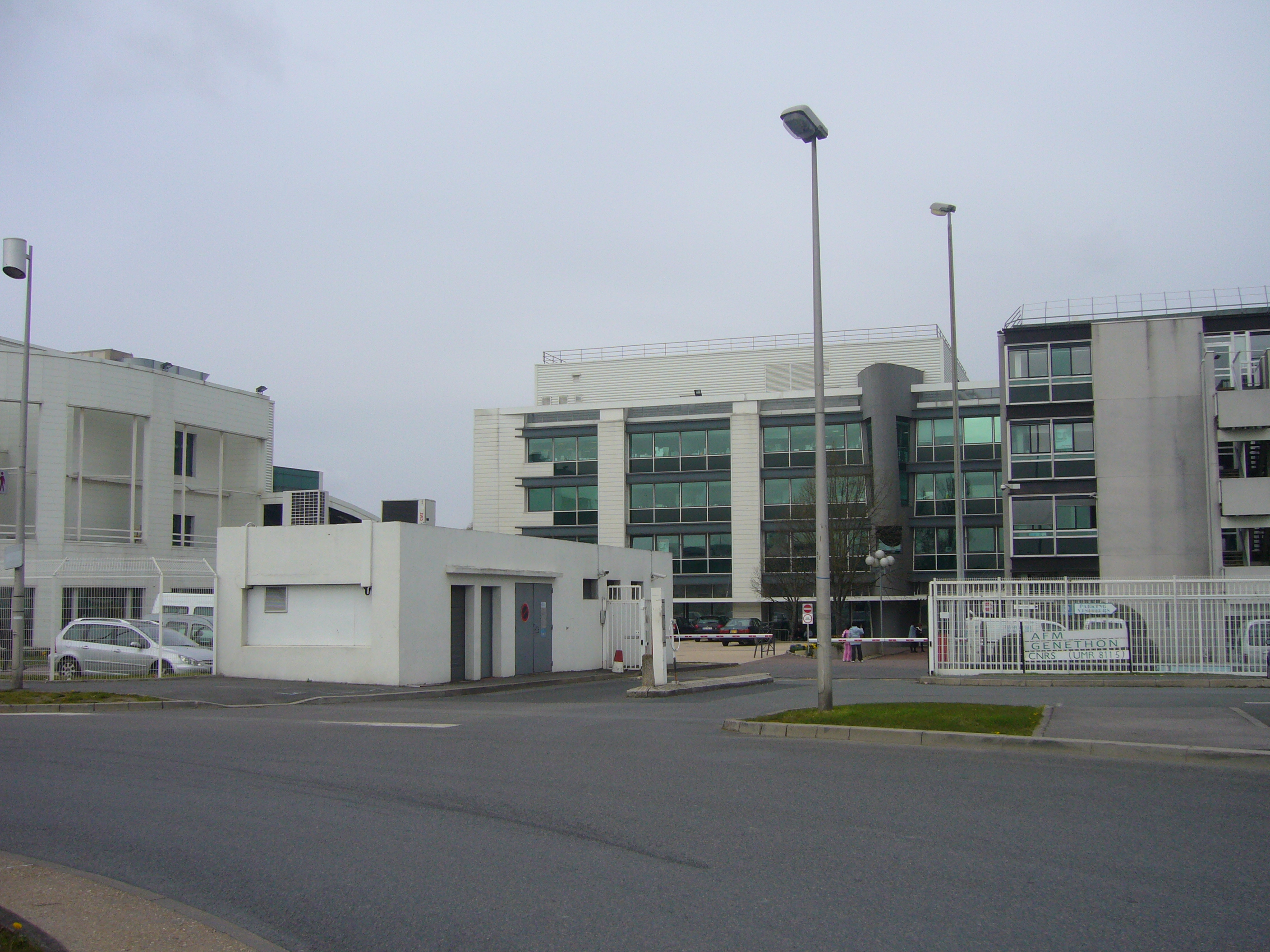
Bâtiment de Généthon AFM-Téléthon, sur le bioparc Genopole

Genopole, situé à Évry-Courcouronnes (Essonne), est le premier biocluster créé en France dont la mission est de soutenir la recherche et l'innovation en génomique, en biothérapies et en biologie de synthèse ainsi que le développement des entreprises de biotechnologie appliquées à la santé et à l'environnement.
Ses axes stratégiques sont les thérapies innovantes (thérapies génique et cellulaire) et la bioéconomie.

## Présentation
Créé en 1998 sous la forme d'une association loi de 1901,, Genopole devient en 2002 un groupement d'intérêt public (GIP) réunissant l'État français, les collectivités territoriales (conseil régional d'Île-de-France, conseil général de l'Essonne, communauté d'agglomération Évry Centre Essonne, ville d'Évry), l'université d'Évry et l'Association française contre les myopathies, pour une durée de douze ans. Le GIP est renouvelé pour une durée de douze ans dans un arrêté ministériel du 4 mars 2014. Une société d'économie mixte, la SEM Genopole, construit et gère le parc immobilier.
Genopole a une triple mission :
- développer un campus de recherche d'excellence en génomique , axé sur les thérapies géniques, en synergie avec l'université Évry Val-d'Essonne (UEVE) ;
- susciter la naissance et favoriser le développement d'entreprises de biotechnologies par un accompagnement adapté dans les secteurs de la santé, de l'environnement, de l'agronomie et de l'industrie.
- créer ex nihilo un biotechnoparc à Évry-Courcouronnes / Corbeil-Essonnes, en liaison avec le campus de recherche.

En 2022, le biocluster rassemble 17 laboratoires de recherche académique, 67 entreprises de biotechnologies, ainsi que 25 plates-formes scientifiques et plateaux techniques mutualisés autour de l'université d'Évry Val-d'Essonne dont les filières scientifiques dispensent un enseignement de haut niveau en sciences du vivant. Le Centre hospitalier sud francilien, d'une capacité de 1000 lits, est situé au cœur du biocluster.
Genopole est présidé par Stéphane Beaudet, maire d’Évry-Courcouronnes (élu au conseil régional d'Île-de-France). Il est aujourd'hui dirigé par Gilles Trystram qui a pris la succession de Gilles Lasserre, DG en 2020, précédé de Jean-Marc Grognet DG de 2017 à 2020 et de Pierre Tambourin, DG de 1998 à 2017, .
En 2018, l’Association des parcs universitaires de recherche (AURP-Association of University Research Parks) décerne à Genopole le prix de parc de recherche d’excellence.
Genopole organise chaque année depuis 2006, en partenariat avec l’Université d’Évry, une édition de la « Fête de la science ».

## Personnalité associée
- Jean Weissenbach, biologiste français[12]